# 色力布亚镇
色力布亚镇是中华人民共和国新疆维吾尔自治区喀什地区巴楚县下辖的一个乡镇级行政单位。2013年4月23日境内发生一起暴力事件。

## 行政区划
色力布亚镇下辖以下地区：
吾斯塘博依社区、库勒贝希社区、英巴扎社区、科微克贝希社区、诺贝希村、喀拉艾肯博依村、英买里村、阿克吾斯塘村、科克力干塔勒村、夏喀勒阿瓦提村、霍加木托格拉克村、昆其布隆村、库木萨热依村、帕合米勒克村、阿勒台开斯克村、阿克墩结米村、科拜什吐普村、赛克散塔勒村、博孜艾日克村、英阿瓦提村、库热木托格拉克村、尧勒瓦斯阔坦村和科台克力克村。